# اسب هاگرمن
اسب هاگرمن (نام علمی: Equus simplicidens) نام یک گونه منقرض‌شده از سرده اسب‌ها است.